# Mayo-Banyo
Mayo-Banyo är ett departement i Kamerun.   Det ligger i regionen Adamaouaregionen, i den centrala delen av landet, 300 km norr om huvudstaden Yaoundé. Antalet invånare är 134 902.